# Сумароково (Смоленский район)
Сумаро́ково — деревня в Смоленской области России, в Смоленском районе. Население — 129 жителей (2010 год). Расположена в западной части области в 13 км к юго-востоку от г. Смоленска, у автодороги А141 Орёл — Витебск, на правом берегу реки Сож. 
Входит в состав Талашкинского сельского поселения. Автобусное сообщение со Смоленском. Улицы: Панская, Киевская, Северная, Восточная, Новая, Калинина.

## Достопримечательности
Памятник археологии: курганная группа (7 шаровидных курганов высотой до 4,2 м) в 250 м северо-восточнее деревни. Насыпаны в X веке.